# Ikat

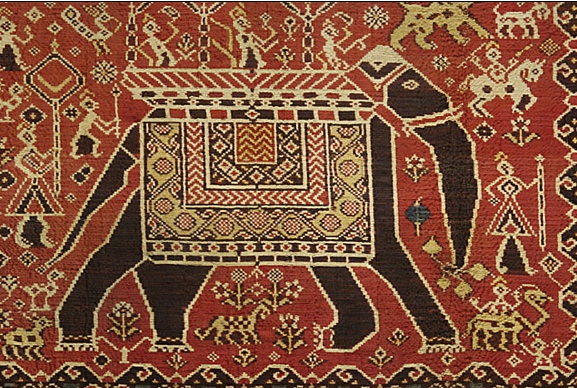
Detalj av en klassisk Gujarati-patolu av dubbel-ikat från tidigt 1800-tal.

Ikat är en teknik för att reservagefärga garn genom att täcka delar av garnet med skyddande höljen innan det färgas. Även det färdiga tyget kallas ikat. Begreppet ikat har idag fått en vidare innebörd. Det kan syfta på den visuella upplevelsen av det färdiga tyget, inte bara på den teknik som använts. Mönstret kan vara föreställande eller mer renodlat geometriskt.

## Etymologi
Ikat kommer av det malajisk-indonesiska ordet menikat som betyder binda, vira, knyta om.

## Teknik

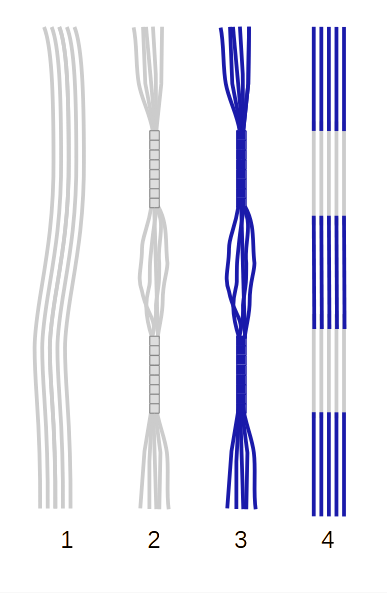
1: Ofärgat garn. 2: Delar av garnet täcks av skyddande höljen. 3: Garn med höljen har färgats. 4: Skyddande höljena har avlägsnats.

Tekniken innebär oftast att man färgar garnbuntar partiellt genom att delar av garnet täcks av skyddande höljen, innan det läggs i ett färgbad. Höljet kan bestå av hårt virad tråd, tygremsa eller bast, vax eller liknande. Proceduren kan upprepas så att garnet får flera olika färger. Man kan också spänna upp garnet på en ram och måla direkt på tråden. När färgningen är färdig, används garnet till att väva mönstrat tyg. Man har traditionellt använt växtfärg men idag dominerar syntetfärger, ofta indigoblått eller krapprött. Man brukar skilja mellan varpikat, inslagsikat och dubbelikat. I varpikat används de färgade trådarna som vävens varp. Ofta ligger varptrådarna tätare än inslagsgarnet så att inslaget helt döljs av varpen. I inslagsikat är det istället inslagsgarnet som är färgat. I dubbelikat är både varp och inslag ikatfärgat.

## Historik
Varpikat anses vara den äldsta formen av ikat. Framställning av varpikat har troligen uppkommit oberoende på skilda platser på jorden. Tekniken kräver ett minimum av utrustning. Det förekom i Indien och Sydostasien på 600-talet och på Ryukyuöarna söder om Japan något senare. Även i Syd- och Mellanamerika var tekniken känd tidigt. Traditionellt har man främst använt bomullsgarn.
Inslagsikat är en mer avancerad teknik, som kräver mer utrustning. Den kom tidigt till användning i arabvärlden för att därifrån spridas till Indien och Sydostasien, men kan också ha uppstått oberoende där och på andra platser. Förutom bomull har man använt silke och viskos. Det är numera vanligt med kommersiell fabriksmässig produktion.
Dubbelikat utvecklades först i Gujarat i Indien. Tekniken är mycket omständlig och tidskrävande. Den tillämpas idag bara på ett fåtal platser, förutom i Indien också i Indonesien och Japan.

## Geografisk spridning, några exempel

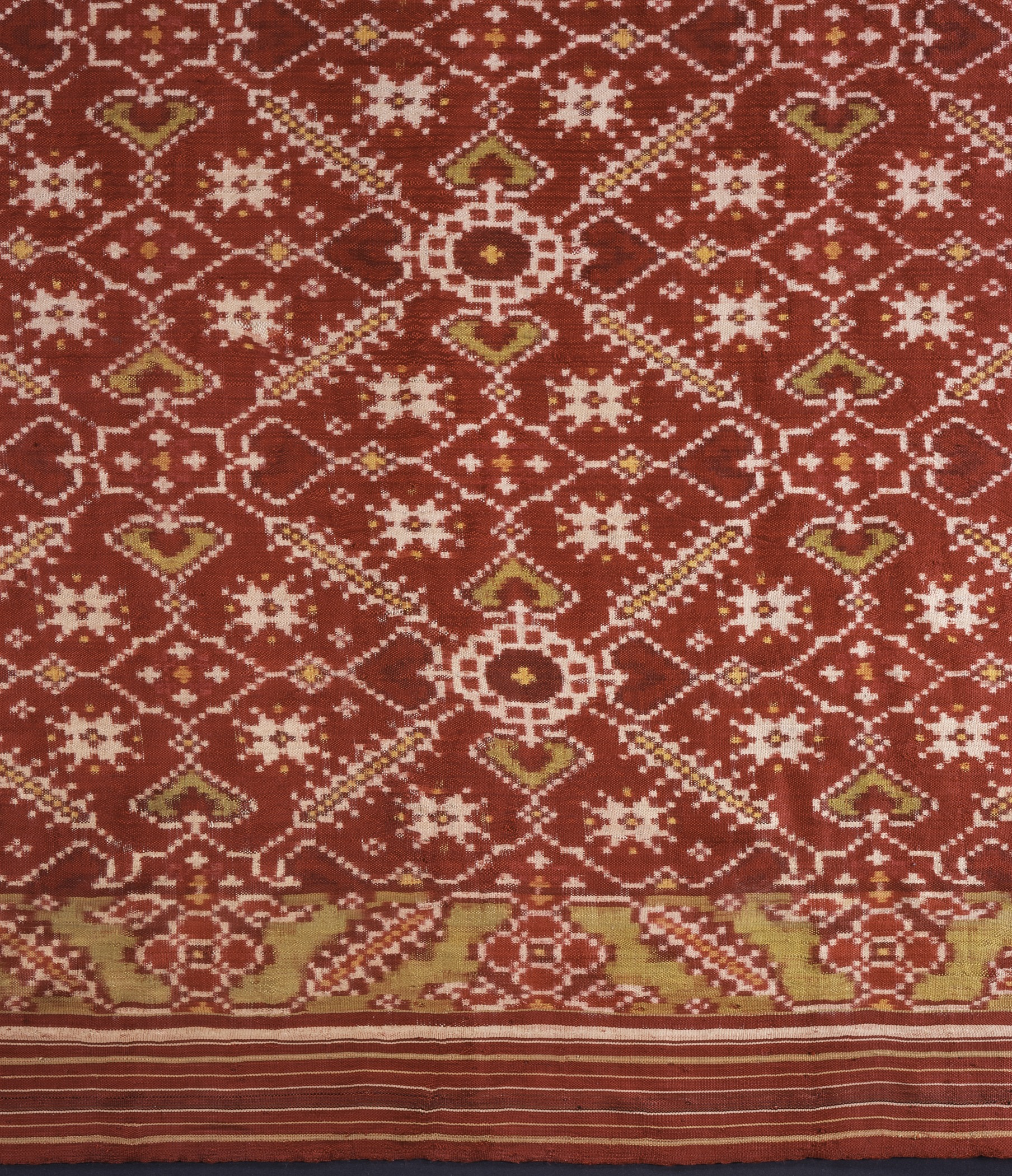
Indien. Patolu är en traditionell brudsari som nämns i indiska skrifter redan på 600-talet. Tekniken är dubbelikat och extremt tidsödande. En varp innehåller flera tusen silkestrådar.
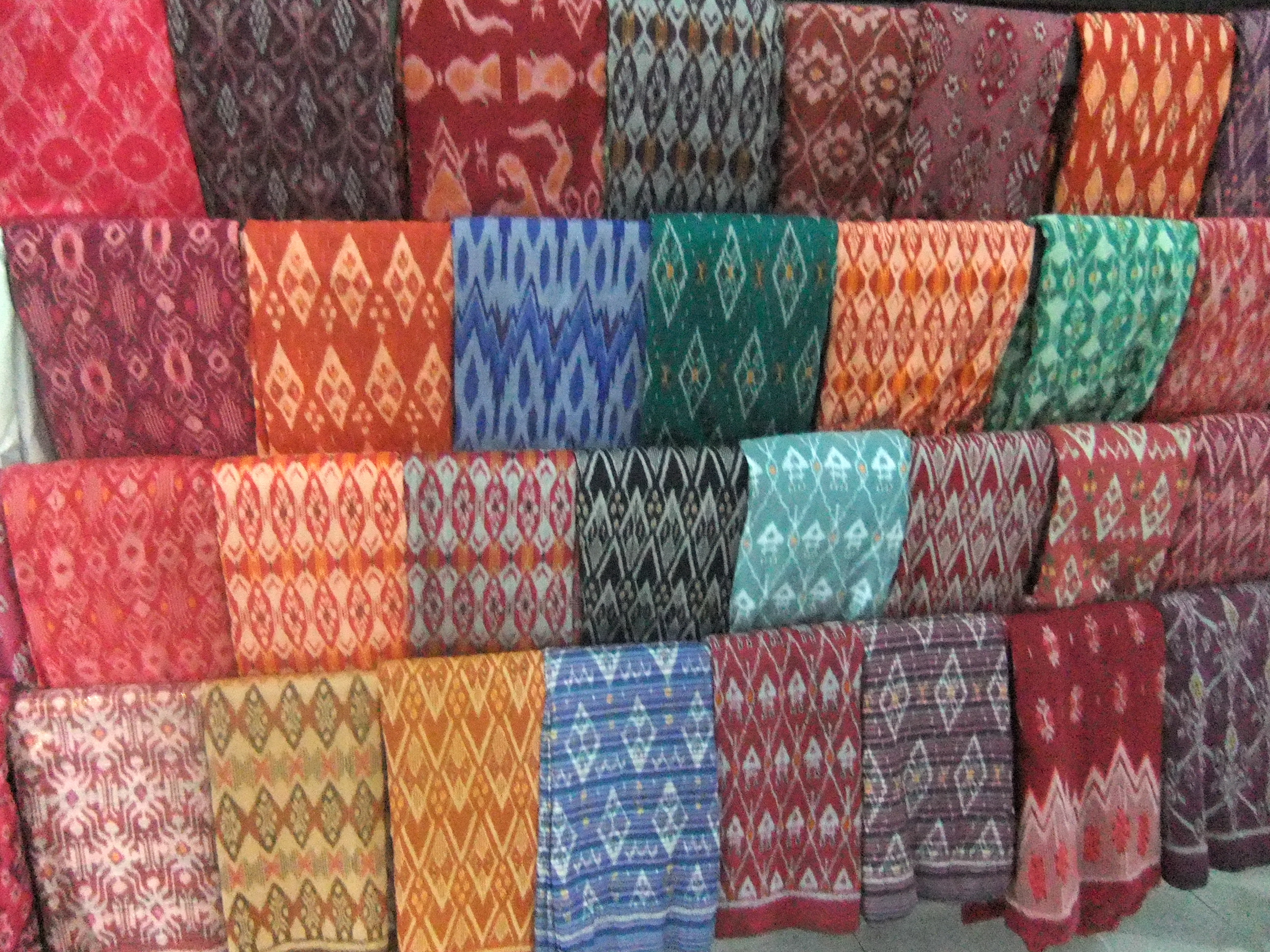
Indonesien. I Indonesien finns en omfattande tillverkning av de olika formerna av ikat. Vävnader från olika områden kan uppvisa stora skillnader i material, teknik och motiv.
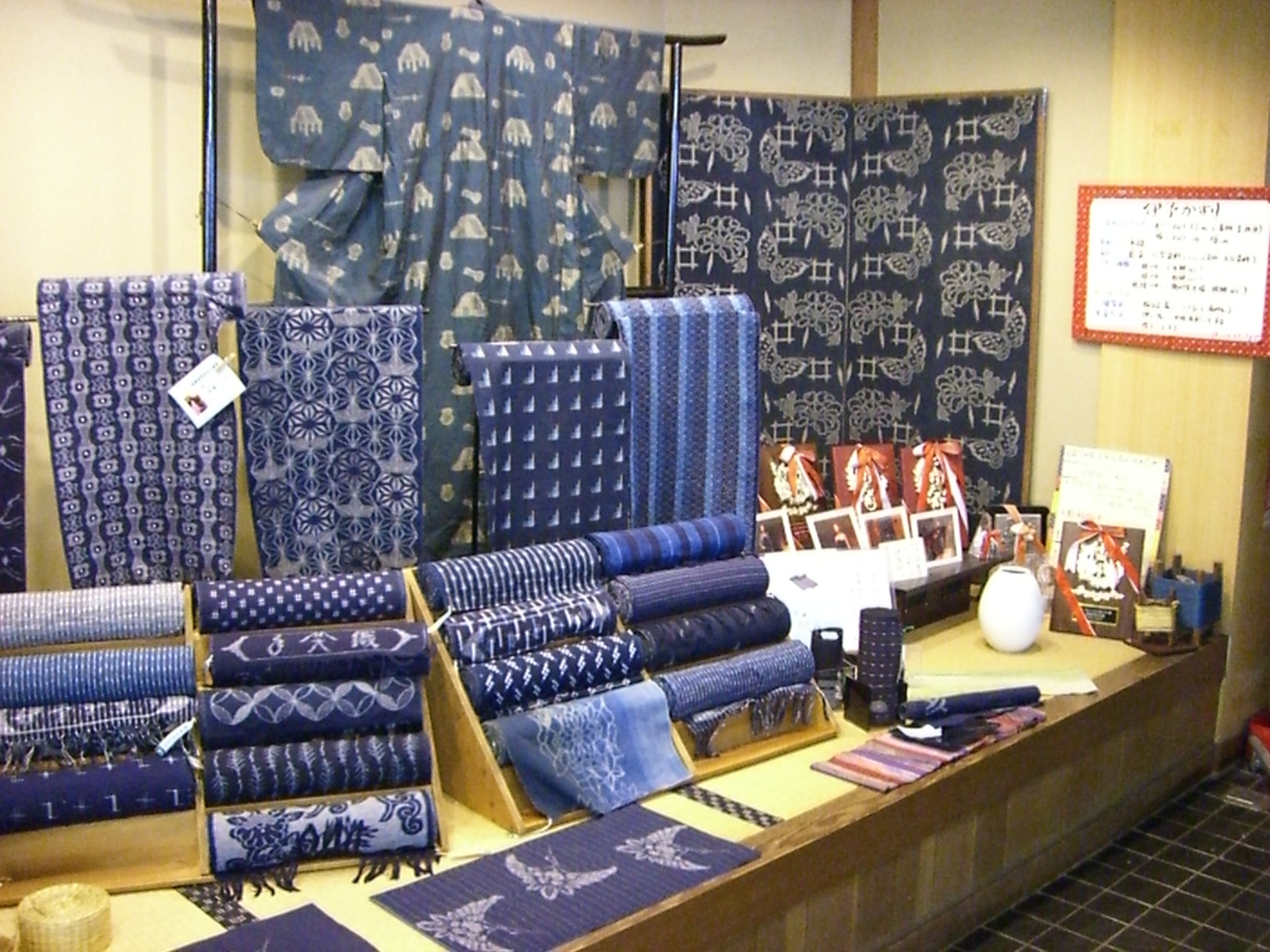
Japan. Kasuri är den japanska termen för ikat. Det kommer från ”kasureru” som betyder suddig eller dimmig eftersom mönstren kan ha diffusa kanter som ser ut att flyta ut lite i kanterna. Det var under 1600-talet som tekniken blev vanlig i Japan. Man har i landet utvecklat flera varianter av kasuri, bland andra itajime där garntrådarna pressas mellan träplattor med djupa kanaler som färgen kan tränga in i.
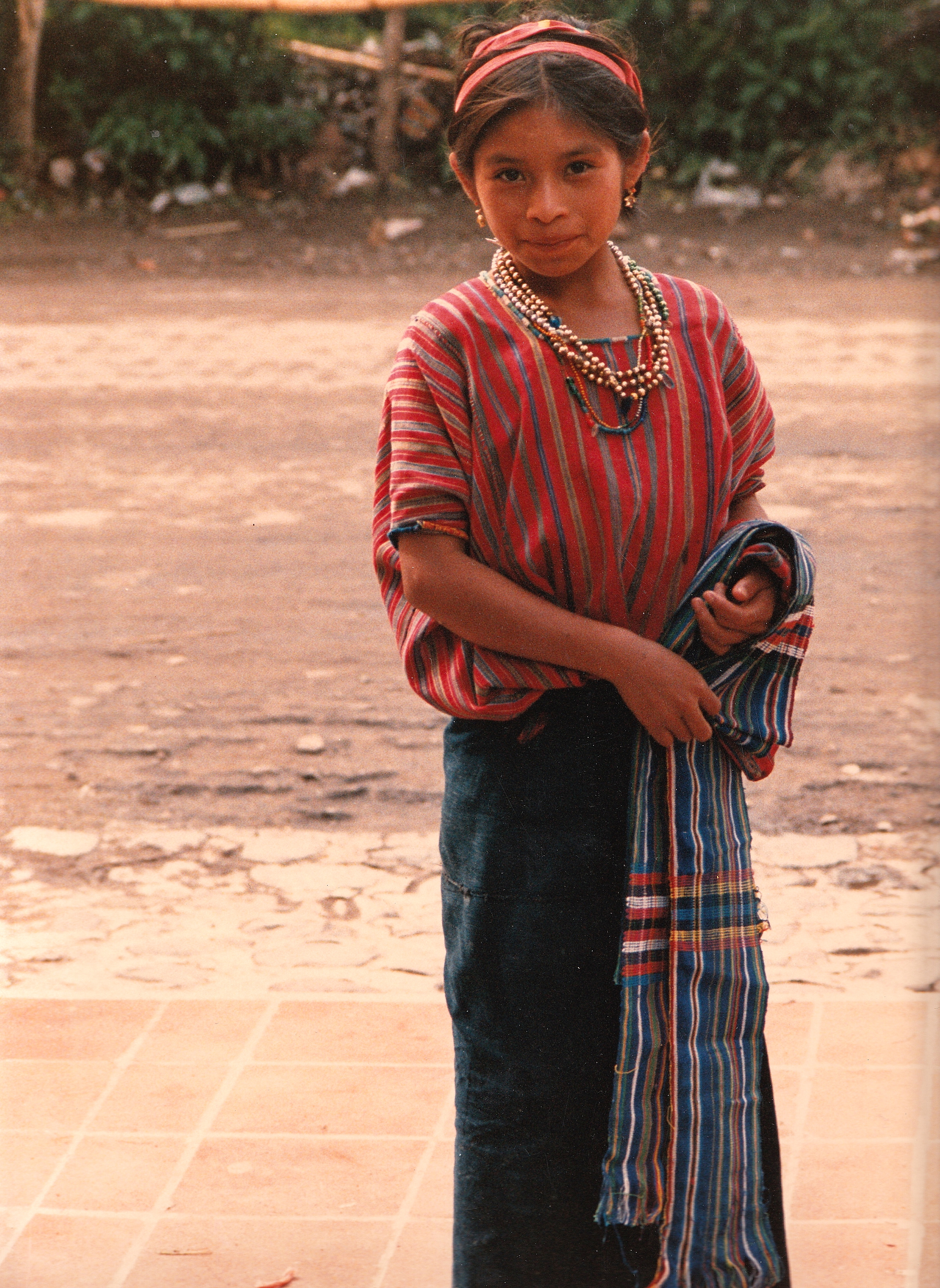
Guatemala. I Mellanamerika, inte minst Guatemala, tillverkas nu ikat för export över hela världen.
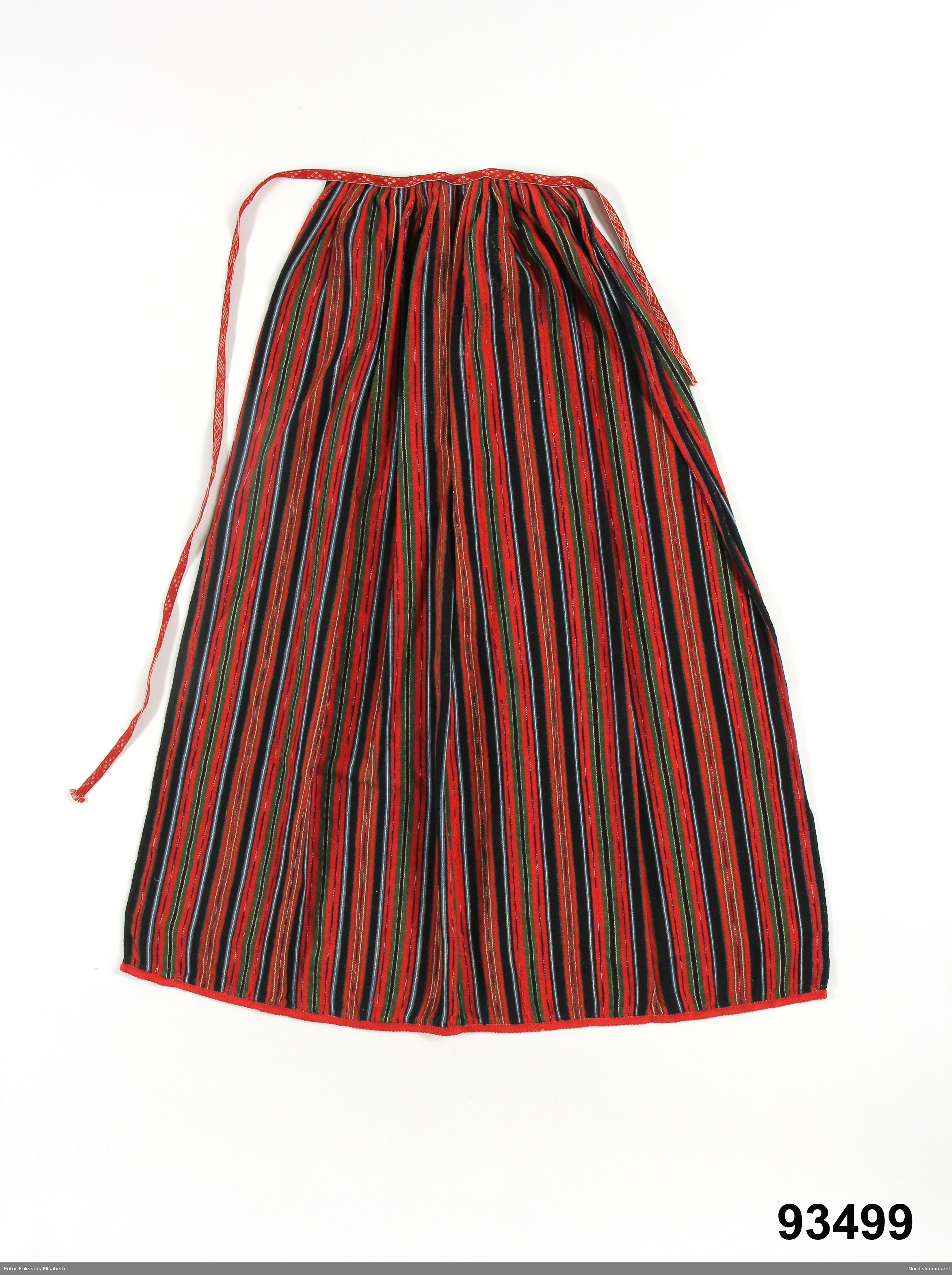
Sverige. Ikat av ganska enkelt slag har länge tillverkats i de nordiska länderna, i Sverige under beteckningen flamgarn.